# Acy (Francia)
Acy (Achy in lingua piccarda) è un comune francese di 946 abitanti situato nel dipartimento dell'Aisne della regione dell'Alta Francia.

## Origini del nome
Il nome della località è attestato nelle forme latine Absiacus nell'868, Aciacus nell'877, Acciacum nell'898 e Aceium nel 1143.
Ernest Nègre fa derivare il nome dall'antroponimo latino Acius.
A causa del forte dislivello tra vari punti del comune (da 42 a 165 m), gli abitanti di Acy han ricevuto nel XIX secolo il soprannome di chats ("gatti").

### Simboli
Il comune Acy ha ripreso, invertendone gli smalti, il blasone della famiglia La Personne, signori del luogo con il titolo di visconti dal 1350 al 1666, che era: di rosso, a tre zampe di grifone (o di leone) d'oro.

## Società

### Evoluzione demografica
Abitanti censiti